# Repino Brdo
Repino Brdo je naselje u distriktu Brčko, BiH.

## Stanovništvo
Nacionalni sastav stanovništva 1991. godine, bio je sljedeći:
ukupno: 246
- Bošnjaci - 240
- Hrvati - 4
- Jugoslaveni - 1
- ostali, neopredijeljeni i nepoznato - 1